# شکل‌گیری آزاد
شکل‌گیری آزاد یا فیگوراسیون آزاد (به انگلیسی: Figuration Libre) یک جنبش هنری فرانسوی است که در دهه ۱۹۸۰ آغاز شد. معادل فرانسوی نقاشی بد و نئواکسپرسیونیسم در آمریکا و اروپا، یونگه وایلد در آلمان و ترانسوانگاردیا در ایتالیا است. هنرمندان این جنبش معمولاً عناصری از هنر کمیک و گرافیتی را در آثار خود وارد می‌کنند. آن‌ها از رنگ‌های روشن و چهره‌های اغراق‌آمیز و کاریکاتورمانند استفاده می‌کنند.
این گروه در سال ۱۹۸۱ توسط رابرت کومباس، رمی بلانچارد، فرانسوا بوآروند و هروه دی روزا تشکیل شد. اصطلاح فیگوراسیون آزاد توسط هنرمند فلوکسوس، بن واتیر ابداع شد. از چهره‌های دیگر می‌توان به ریچارد دی روزا و لوئیس جامز اشاره کرد. بین سال‌های ۱۹۸۲ و ۱۹۸۵، این هنرمندان در کنار همتایان آمریکایی خود، کیت هرینگ، ژان میشل باسکویا، و کنی شارف، آثار خود را در نیویورک، لندن، پیتسبرگ و پاریس به نمایش گذاشتند.

## جستارهای‌وابسته
- جنبش هنری
- هنر